# Katherine Pulaski
Doktor Katherine Pulaski – fikcyjna postać ze świata Star Trek, która występowała w II sezonie serialu Star Trek: Następne pokolenie. W tę rolę wcieliła się Diana Muldaur.
Dr. Pulaski przeniosła się na Enterprise-D po tym jak odeszła dotychczasowa główna oficer medyczna dr. Beverly Crusher. 
Pomimo iż postać dr. komandor Pulaski była stałym członkiem załogi, to w czołówce Diana Muldaur pojawiała się jako gość specjalny.
Postać Dr. Pulaski odchodzi z końcem 2 sezonu serialu.